# Christian Gottlob Einert

Christian Gottlob Einert. Gemälde von Anton Graff, 1794.

Christian Gottlob Einert (* 29. März 1747 in Dresden; † 27. oder 30. April 1823 in Leipzig) war ein sächsischer Jurist und zwischen 1802 und 1822 insgesamt elfmal Bürgermeister der Stadt Leipzig.

## Werdegang
Einert war Sohn des Dresdner Obersteuerkalkulators und späteren Leipziger Steuerkreditkassenbuchhalters Gabriel Einert. Er studierte Rechtswissenschaften an der Universität Leipzig, wo er schließlich zum Dr. iur. promoviert wurde. 1778 wurde Einert in den Rat der Stadt Leipzig gewählt. Ab 1794 war Einert Stadtrichter, ab 1796 ordentlicher Assessor der Juristenfakultät und ab 1798 Stadtsyndicus. 1802 wurde er zum Königlich-Sächsischen Hof- und Justizrat, 1803 zum ordentlichen Consistorialassessor ernannt. Einert war Beisitzer des Schöffenstuhls, Vorsteher der Kirche zu St. Nikolai, Deputierter zur Steuer-Kreditkasse und Direktor und Stifter der Armenanstalt.
In den Jahren 1802, 1804, 1806, 1808, 1810, 1812, 1814, 1816, 1818, 1820 und 1822 wurde er zum Leipziger Bürgermeister gewählt. Sein Sohn Carl Einert (1777–1855) wurde wie er Rechtswissenschaftler und Jurist.

## Ehrungen
1821 wurde Einert zum Ritter des Königlich-Sächsischen Zivildienstordens ernannt. Die Einertstraße im Leipziger Stadtteil Neustadt ist allerdings nicht nach ihm, sondern nach dem Direktor der Leipzig-Dresdner Eisenbahngesellschaft Wilhelm Einert (* 1794; † 1868) benannt.